# Триффин, Роберт
Роберт Триффин (англ. Robert Triffin; 5 октября 1911[…], Флобек, Эно — 23 февраля 1993[…], Остенде, Фламандский регион) — американский экономист бельгийского происхождения. Преподавал в Йельском университете. Критик теории монополистической конкуренции Э. Чемберлина. Лауреат премии Фрэнка Сейдмана (1988).

## Парадокс Триффина
Парадокс, который говорит о невозможности фиксировать к золоту одну из национальных валют (доллар США) и одновременно использовать эту же национальную валюту в качестве мировой валюты для нужд международной торговли.
Сформулирован Триффином в начале 1960-х годов задолго до Никсоновского шока (1971), одностороннего отказа американцев от Бреттон-Вудских соглашений.

## Основные произведения
- «Монополистическая конкуренция и теория общего равновесия» (Monopolistic Competition and General Equilibrium Theory, 1940);
- «Наша международная денежная система: вчера, сегодня и завтра» (Our International Monetary System: Yesterday, today and tomorrow, 1968).